# 暴龍科
暴龍科（学名：Tyrannosauridae，意指「暴君蜥蜴」）是獸腳亞目虛骨龍類暴龍超科的一科，包含亞伯托龍亞科與暴龍亞科，共計十五個屬。暴龍科是一群大型掠食恐龍，生活於白堊紀晚期。化石可見於北美以及東亞，各地物種不盡相同。
暴龍科演化自原始的暴龍超科，牠們通常是所處生態系統的頂級掠食動物，位於食物鏈的頂端。一般認為，當中最大的物種是君王暴龍，是地表上出現過最大型的掠食者之一，身長超過13公尺，體重可達8公噸；而亞洲勇士特暴龍的由於數節脊椎骨比已知最大暴龍個體的脊椎骨還要大，因此也有古生物學家認為特暴龍可能才是最大的暴龍科恐龍。暴龍科是二足站立的肉食性恐龍，具有巨大的頭骨與大型牙齒。後肢長，比例適合奔跑。但前肢非常短小，上有三指（其中一指以經退化到看不見）。
與大部分其他恐龍不同，大部分的暴龍科化石十分完整。這使得暴龍科的生物學方面研究十分深入。科學家目前著重在暴龍科的個體發生學、生物力學、生態學、以及其他方面。暴龍的某些標本已經發現了軟組織。

## 敘述

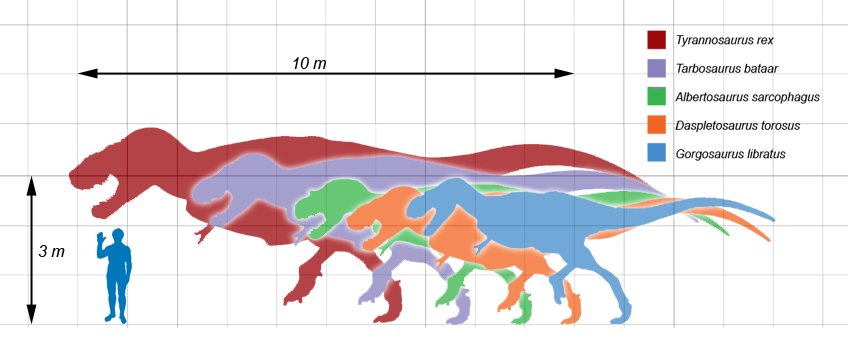
數種暴龍科與人類的體型比較圖，分別為：暴龍(紅)、特暴龍(紫)、艾伯塔龍(綠)、懼龍(橘)、蛇髮女怪龍(藍)

目前已發現的暴龍科都是群大型恐龍。分支龍的身長只有約5到6公尺之間，但許多科學家認為分支龍是個幼年個體。艾伯塔龍、蛇髮女怪龍、懼龍的身長約8到11公尺之間，而特暴龍的身長可達12公尺。其中最巨大的暴龍，最大的化石標本身長為13.2公尺。
除了分支龍以外的各屬，都已發現完整的頭顱骨，因此暴龍科的頭顱骨研究非常透徹。暴龍、特暴龍、與懼龍的頭骨長度超過1公尺，而最大型的暴龍標本，頭骨長度超過1.5公尺。成年暴龍科具有高大的頭骨，許多頭部骨頭間癒合，使強度增加、牢固。許多頭部骨頭具有空腔，骨頭間具有洞孔，可減輕頭部的重量。暴龍科頭骨的許多特徵，可在牠們的直系祖先中發現，包含高大的前上頜骨與癒合的鼻骨。
暴龍科的頭骨具有許多獨特特徵，包含：癒合的頂骨、頂骨上有明顯矢狀冠，沿者矢狀縫將兩個上顳孔（Supratemporal fenestra）隔開。顱骨後部有個明顯的橫向突出物，自頂骨延伸出來，稱為頸脊（Nuchal crest）。暴龍、特暴龍、分支龍的頸脊特別明顯。艾伯塔龍、懼龍、蛇髮女怪龍的眼睛前方的淚骨，有明顯的冠飾；而暴龍與特暴龍的眶後骨特別厚，在眼睛後方形成矢狀冠飾。分支龍的口鼻部上具有一排五個骨質瘤，連接者鼻骨，某些懼龍與特暴龍的標本也具有類似的低矮構造，而更原始的暴龍超科阿巴拉契亞龍，也具有一排六個骨質瘤。
如同其暴龍超科祖先，暴龍科是異型齒動物，前上頜骨的牙齒小於與其他部位的牙齒，形狀也不同，橫剖面為D形。與大部分獸腳類及早期暴龍超科不同，上頜骨與齒骨的牙齒粗厚，不呈香蕉狀，橫剖面為圓形。牙齒數量依物種而有不同數量，較大型的暴龍科有較少的牙齒數量，較小型的暴龍科牙齒數量較多。舉例而言，分支龍具有76到78顆牙齒，而暴龍具有54到60顆。
暴龍科的頸部短，呈S形。尾巴長而重，可平衡頭部與胸部的重量，使重心保持在臀部。暴龍科的前肢非常短小，上有兩指，偶爾會發現退化的第三指。就前肢/身體比例而言，特暴龍擁有暴龍科中最小型的前肢，而懼龍具有暴龍科中最長的前肢。
暴龍科是群二足動物，後肢非常巨大。暴龍科的後肢/身體比例，大於幾乎所有其他的獸腳類恐龍。如同基礎暴龍超科，暴龍科的幼年個體，與某些較小的成年個體，其脛骨長於股骨，這是種善奔動物（例如似鳥龍科）的特徵。大型成年個體的後肢比例，類似慢速移動的動物，但仍大於阿貝力龍科與肉食龍下目。暴龍科的第二、第四蹠骨夾住第三蹠骨，形成夾蹠型態。
目前仍不清楚暴龍科何時演化出夾蹠型態足部，最早期的暴龍超科帝龍，並不具有夾蹠型態，但較晚期的阿巴拉契亞龍則具有夾蹠型態腳踝。似鳥龍科、傷齒龍科、近頜龍科也具有夾蹠型態腳踝，而暴龍超科的原始成員則無此特徵，顯示這為平行演化的結果。

## 发现历史

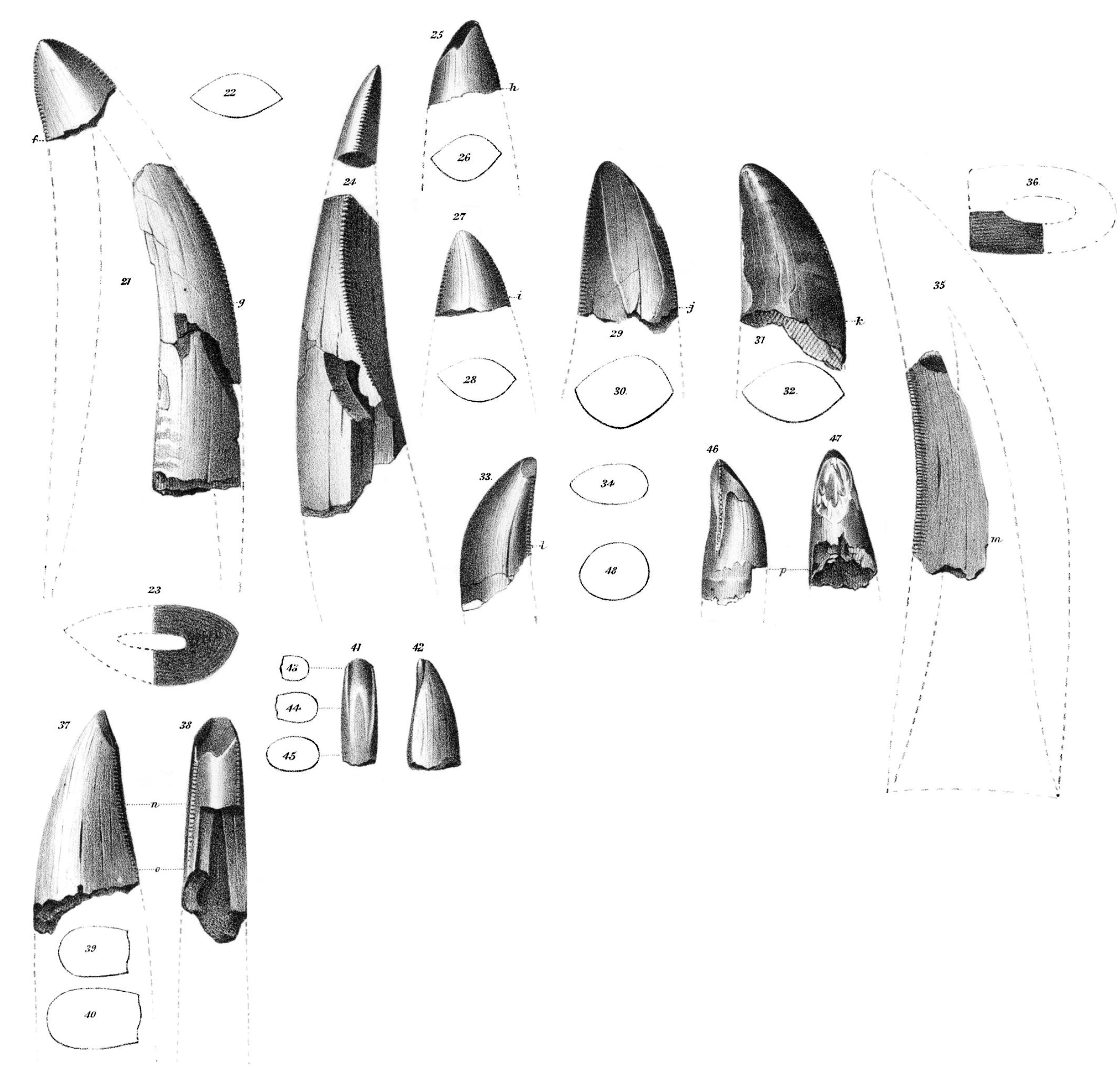
恐齿龙的牙齿，最早被发现的暴龙科

首个暴龙科化石由加拿大地质调查局发现，当时发现的是无数散落的牙齿。这些特别的恐龙牙齿被命名为恐齿龙（意为“恐怖的牙齿”），由约瑟夫·莱迪于1856年命名。而首个较好的标本则发现于阿尔伯塔省的马蹄峡谷组，标本包含了将近完整的头骨和部分骨架。这些标本首次由爱德华·德林克·科普于1876年研究，他认为这标本是属于暴龙超科的伤龙（Dryptosaurus）。1905年，亨利·费尔费尔德·奥斯本承认阿尔伯塔省的化石与伤龙差别很大，并为此命名了新的物种：肉食艾伯塔龙（Albertosaurus sarcophagus；意为“肉食的艾伯塔蜥蜴”）。科普在1892年秒速了更多暴龙科的化石材料，该化石为一些椎骨，并命名为巨大多孔椎龙（Manospondylus gigas）。而该发现在一整个世纪大多被忽视，并导致了21世纪初时，发现化石归属时的争议,并且已被命名为雷克斯暴龙（Tyrannosaurus rex）。

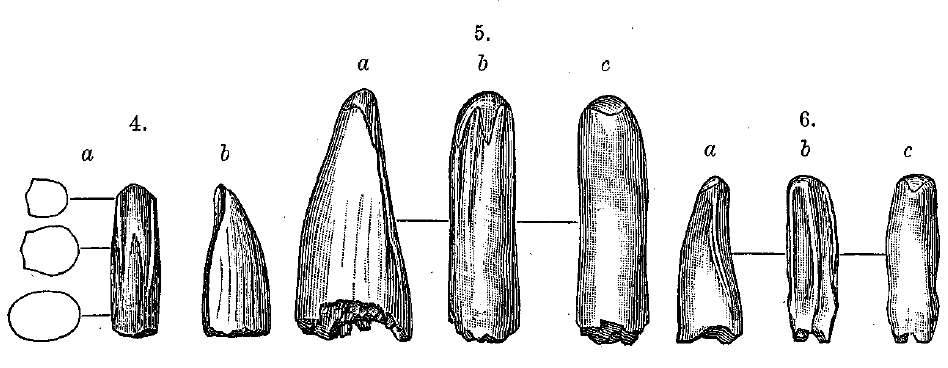
被认为属于后弯齿龙的牙齿化石

在1905年的报告中命名了艾伯塔龙后，奥斯本又描述了另外两个暴龙科标本。这两个标本是由巴纳姆·布朗所领导的美国自然历史博物馆团队于1902年在怀俄明州和蒙大拿州发现的。刚开始，奥斯本认为这两个不同的物种，并分别命名为强壮蛮横龙（Dynamosaurus imperiosus；意为“权利帝王蜥蜴”）和雷克斯暴龙（Tyrannosaurus rex；意为“国王暴君蜥蜴”）。一年后，奥斯本发现这两个标本实际上属于同一物种。虽然蛮横龙属是首个名字，但暴龙属的名字在之前描述标本的报告中已使用。因此根据国际动物命名法规（ICZN），暴龙属的名称被定为有效。
巴纳姆·布朗继续在阿尔伯塔省收集更多的暴龙科标本，包括了首次发现暴龙科短手臂二根手指特征的平衡蛇发女怪龙（Gorgosaurus libratus）。蛇发女怪龙的第二重要发现发现于1942年，该发现来源于保存较好的完整头骨。该标本在二战后由查尔斯·惠特尼·吉尔摩研究，并将其命名为兰斯蛇发女怪龙（Gorgosaurus lancesnis）该头骨后来于1988年由罗伯特·巴克、Philip J. Currie和Michael Williams重新研究，并将其归类为一个新属：矮暴龙属（Nanotyrannus）。苏联的古生物学家在1946年也在蒙古发现了亚洲发现的第一个暴龙科。叶夫根尼·马列夫在1955年描述了暴龙属和蛇发女怪龙属的蒙古标本，并命名了新的属：特暴龙属（Tarbosaurus；意为“令人害怕的蜥蜴”）。然而随后的研究发现，所有由马列夫描述的标本其实是属于特暴龙不同的成长阶段。后来在蒙古又发现了第二个暴龙科物种，并于1965年被Sergei Kurzanov命名为遥远分支龙（Alioramus remotus；意为“遥远的不同分支”），但其分类为暴龙科或是原始的暴龙超科仍有争议。

## 分類學
暴龍是由亨利·費爾費爾德·奧斯本（Henry Fairfield Osborn）在1905年敘述、命名，他同時建立了暴龍科。在古希臘文中，τυραννος/tyrannos意為僭主，σαυρος/sauros意為蜥蜴；而字尾-idae衍化自古希臘文的-ιδαι/-idai，是個複數名詞，通常用於動物界的科名稱上。
在1866年，愛德華·德林克·科普（Edward Drinker Cope）將發現於蒙大拿州的零散牙齒化石，命名為恐齒龍，並建立恐齒龍科（Deinodontidae）。在1920年代以前，科學家仍常使用恐齒龍科，而非較晚命名的暴龍科，這個狀況持續到1960年代。直到1970年，戴爾·羅素（Dale Russell）提出恐齒龍的化石只有零散的牙齒化石，是個無效的疑名；根據國際動物命名法規的規定，暴龍科取代恐齒龍科，成為正式的名稱。恐齒龍科目前被視為是疑名，現今的大部分科學家採用暴龍科。
在林奈氏分類系統中，暴龍科屬於獸腳亞目暴龍超科。但隨者種系發生學應用在古脊椎動物上，暴龍超科已有數個更明確的定義。在1998年，保羅·塞里諾（Paul Sereno）首次將暴龍超科作出親緣分支分類法的定義：在暴龍超科中，所有親緣關係接近暴龍，而離獨龍、後彎齒龍、矮暴龍較遠的所有物種。但是，矮暴龍經常被認為是暴龍的幼年個體，而後彎齒龍被認為是個疑名，都不適用在定義演化支時做參考基準。
在2003年，Christopher Brochu做了一個暴龍科定義，包含：艾伯塔龍、獨龍、分支龍、懼龍、蛇髮女怪龍、特暴龍、暴龍。在2004年，湯瑪斯·荷茲（Thomas Holtz）提出一個較為狹窄的定義，將Brochu版本除去獨龍、分支龍，因為荷茲認為這兩個物種無法確定其位置。但在同一份研究中，荷茲提出另一個不同定義，包含親緣關係接近於暴龍，而離始暴龍較遠的所有物種。在2005年，塞里諾提出了一個新的定義：包含暴龍、艾伯塔龍、蛇髮女怪龍在內的最小演化支。

### 分類

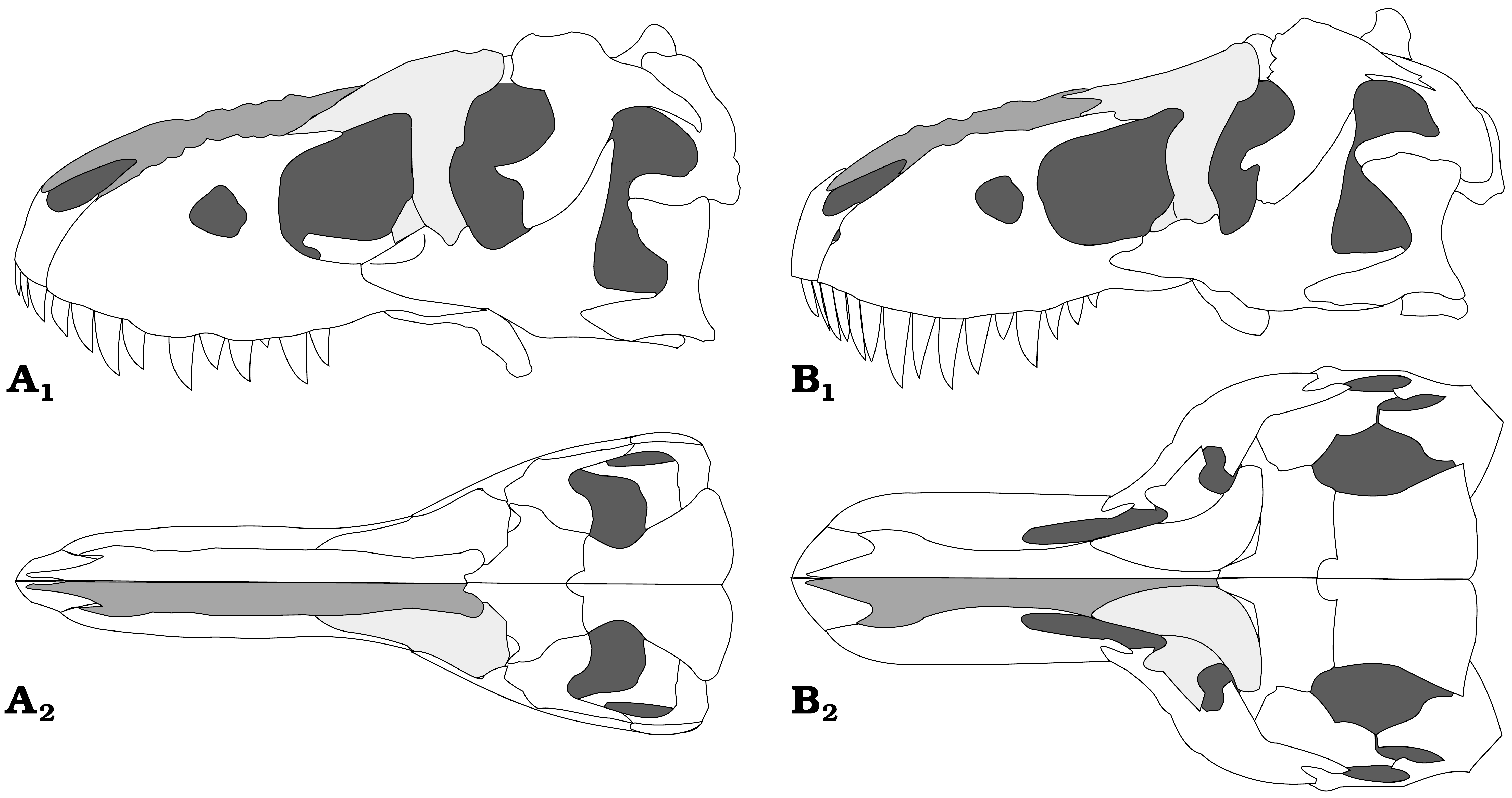
此图显示了特暴龙（A）和暴龙（B）头骨的广义差别

暴龙科的分类是基于林奈氏分类法所排序，暴龙科属于暴龙超科，兽脚亚目。
毫无争议的，暴龙被分为两个亚科——包含两个北美洲种属艾伯塔龙属和蛇发女怪龙的艾伯塔龙亚科（Albertosaurinae），以及包含惧龙属、怪猎龙属、虐龙属、白熊龍屬、诸城暴龙属、特暴龙属和暴龙属本身的暴龙亚科（Tyrannosaurinae）。有些作者将平衡蛇发女怪龙包含在艾伯塔龙属，或将勇士特暴龙包含在暴龙属，而有其他人倾向于将蛇发女怪龙和特暴龙分类成独立的属。艾伯塔龙亚科的特征是比暴龙亚科更加纤细的体格、更低的头骨和比例延长的胫骨。暴龙亚科则有着向额头延伸的矢状嵴。有些作者，如George Olshevsky和Tracy Ford，为不同亚科组合的暴龙科创建出更细的演化支或族。然而，这些演化支并未被系统发生学所定义，且这些通常用来包含属种的演化支现已被归类为一些种属的异名。
暴龙科也有为零碎属种所创建的亚科，包括了后弯齿龙亚科和恐齿龙亚科。然而，后弯齿龙属和恐齿龙属被归类为疑名，所以它们的同名亚科通常在暴龙科的分类学上被除外。另外一个补充的暴龙科——暴蜥伏龙属最初被描述为一种更原始暴龙超科，但它可能代表类似特暴龙的幼年个体。然而暴蜥伏龙只是从一个幼年个体标本而得知，也被归类为疑名。
2014年，呂君昌描述了分支龙族（Alioramini），分支龙族包含了分支龙属和虔州龙属。

### 種系發生學
暴龍科通常可分為兩個亞科：艾伯塔龍亞科由北美洲的艾伯塔龍與蛇髮女怪龍組成，暴龍亞科包含懼龍、特暴龍、與暴龍。某些研究人員認為蛇髮女怪龍是艾伯塔龍的一個種，特暴龍是暴龍的一個種；而其他研究人員則認為蛇髮女怪龍與特暴龍是獨立的屬。與較強壯的暴龍亞科相比，艾伯塔龍亞科的體型較修長、頭骨較低矮、脛骨的比例較長。暴龍亞科的頂骨上的矢狀冠延伸至額骨。
針對暴龍科系統發生學的親緣分支分類法研究，經常發現特暴龍與暴龍是姐妹分類單元，而懼龍比這兩個原始。許多頭骨特徵指出特暴龍與暴龍具有接近親緣關係，包含：某些骨頭間的骨縫、眶後骨上有新月狀頭冠、上頜骨的下緣有明顯的往下彎曲段…等。在2003年，菲力·柯爾（Phil Currie）等人提出一個不同的理論，分支龍與特暴龍的鼻骨與淚骨間都缺乏缺乏骨質的連結，兩者具有類似的頭骨力學機制，這兩個亞洲屬構成一個演化支，而懼龍是這個演化支的原始物種。
另一個相關的研究指出分支龍與特暴龍的下頜骨頭間有靈活的關節。在另一份研究中，菲力·柯爾研究了分支龍有是特暴龍的幼年個體的可能性，指出分支龍的牙齒數量更多，鼻部具有更明顯的骨質瘤，顯示牠們是獨立的屬。菲力·柯爾也指出矮暴龍的牙齒數量較暴龍多，兩者也可能是獨立的屬，而非大部分科學家所宣稱的，矮暴龍是暴龍的幼年個體。

## 分佈

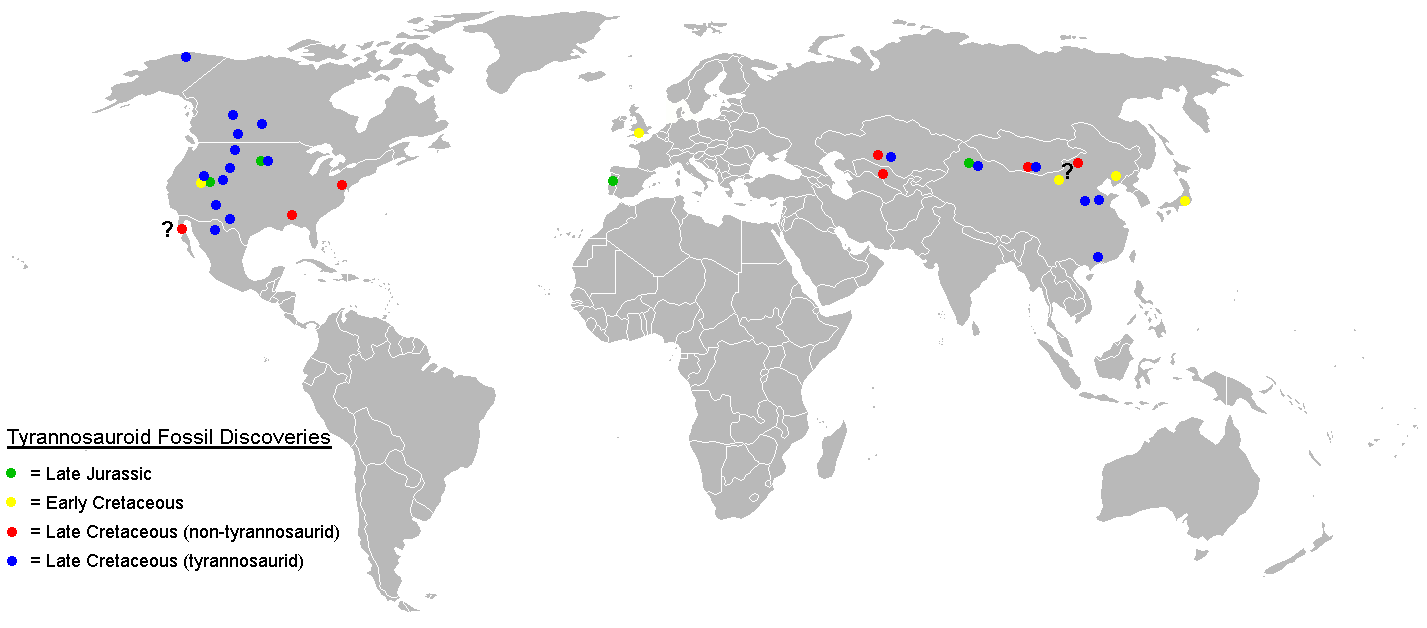
暴龍超科的化石只發現於北半球。依顏色分別為：侏儸紀晚期（綠）、白堊紀早期（黃）、白堊紀晚期的非暴龍科（紅）、白堊紀晚期的暴龍科（藍）

早期的暴龍超科化石發現於北方各大陸，而暴龍科的化石只出土於北美洲與亞洲。某些發現於南半球的破碎化石被認為屬於暴龍科，但應該是被鑑定錯誤的阿貝力龍科化石。由於白堊紀中期的北美洲與亞洲的化石紀錄很少，暴龍科的確切起源地點與時間並未確定，但已確認最早的暴龍科化石出土於坎潘階早期的北美洲西部。
北美洲東部沒有發現暴龍科的化石，而傷龍、阿巴拉契亞龍等原始暴龍超科動物在這個地區持續生存到白堊紀晚期。由於西部內陸海道在白堊紀中期形成，分隔北美洲的東西部，顯示暴龍科是在北美內陸海道出現後才演化出現、或進入北美洲西部。阿拉斯加州曾經發現過暴龍科化石，該地過去可能是個陸橋，使北美洲、亞洲的動物可以散佈。由於親緣分支分類法顯示分支龍、特暴龍是近親，兩者可能形成一個暴龍科的亞洲演化支。
暴龍科目前有兩個已承認亞科，艾伯塔龍亞科僅發現於北美洲，而暴龍亞科則分佈於北美洲與亞洲（特暴龍與分支龍）。北美洲的坎潘階與馬斯垂克階早期地層，已發現這兩個亞科的化石，暴龍亞科的懼龍在西部內陸海道西岸都有發現，而艾伯塔龍亞科的艾伯塔龍與蛇髮女怪龍只發現於北美洲的西北部。
在馬斯垂克階晚期，艾伯塔龍亞科滅亡，暴龍亞科的暴龍分布於薩克其萬省到德州之間。暴龍科的地理分布，可見於其他北美洲恐龍。在坎潘階與馬斯垂克階早期，賴氏龍亞科、尖角龍亞科繁盛於北美洲西北部，而鴨嘴龍亞科與開角龍亞科繁盛於北美洲西南部。在馬斯垂克階晚期，尖角龍亞科消失，賴氏龍亞科變的少見，而鴨嘴龍亞科與開角龍亞科繁盛於西部內陸海道西岸。

## 古生物學

### 羽毛
中國遼寧省的早白堊紀地層義縣組，與鄰近的地層，已發現過許多虛骨龍類化石，保有長條纖維結構。這些纖維物通常被認為是原始羽毛，與有羽毛恐龍與鳥類的有分叉羽毛有相似處，但也有其他的假設存在者。在2004年，一個帝龍的化石發現了原始羽毛，這是第一個發現的暴龍超科羽毛痕跡。帝龍的原始羽毛具有分叉，類似現代鳥類的絨羽，但並非正羽，可能具有隔離體溫的功能。
暴龍科被推測具有原始羽毛。不過，從加拿大與蒙古發現的成年暴龍科化石看來，牠們覆蓋者鱗片，缺乏羽毛痕跡。可能皮膚痕跡沒有保存下的區域，仍覆蓋者原始羽毛。大型暴龍科的身體缺乏隔離體溫的羽毛，類似大型現代哺乳類，例如大象、河馬、以及大部分的犀牛。當一個物體的體積增加，它的表面積/體積比例減少，所以維持內部熱量的能力增加。因此，隨者大型動物演化或生物散佈至溫暖氣候，覆蓋身體的毛髮會將過多熱量隔絕在身體內，造成過熱，反而會減低該動物在熱量隔離方面的自然選擇優勢。大型暴龍科可能在成長過程中失去原始羽毛，特別是適應白堊紀的溫暖氣候。

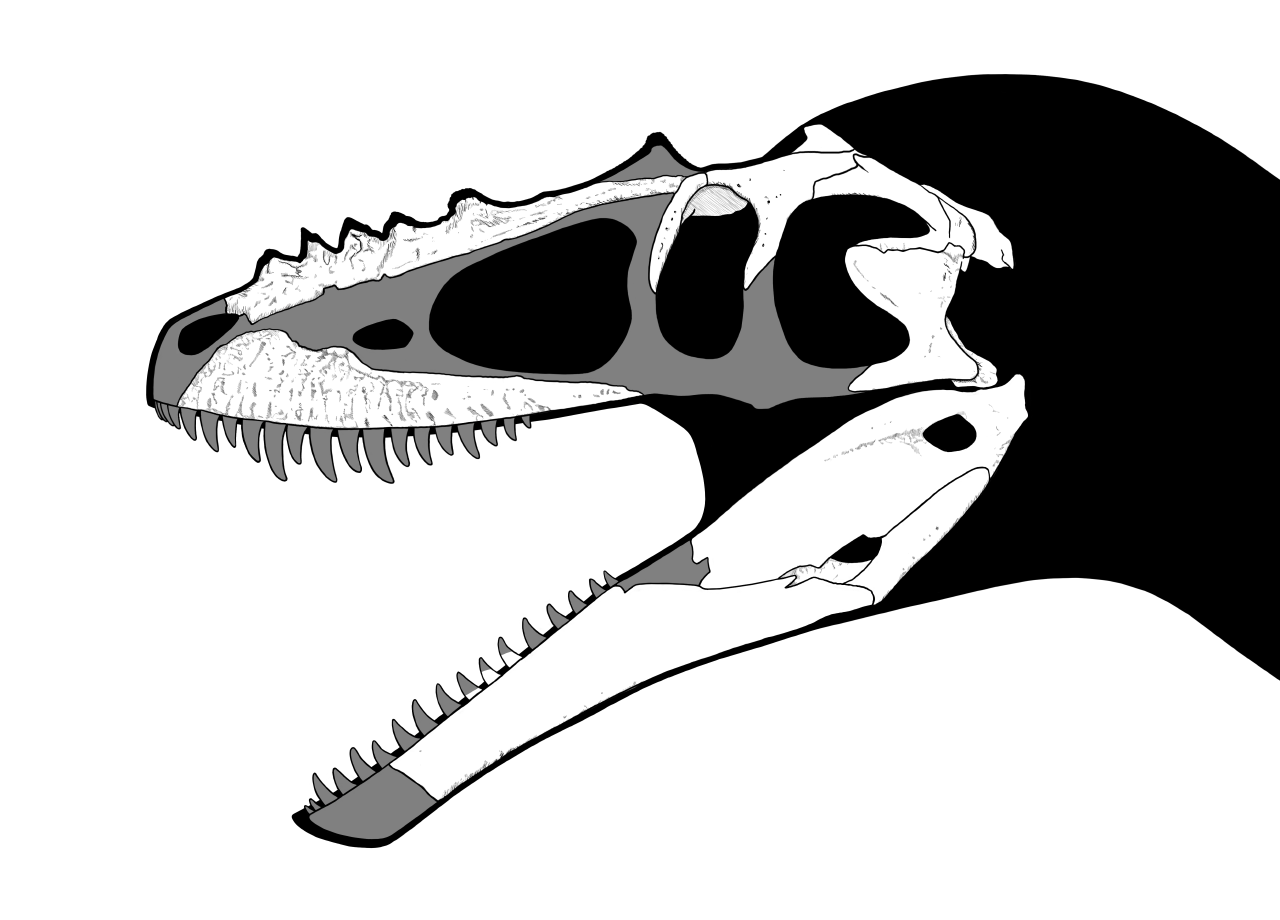
分支龍的鼻骨上有一排明顯的低矮骨質瘤

### 冠飾
發現於蒙古的分支龍可能屬於暴龍科，鼻骨上有一排明顯的低矮骨質瘤，共五個；阿巴拉契亞龍的頭頂也有一排類似的骨質瘤，較為低矮。另外，懼龍、艾伯塔龍、與特暴龍的某些標本也有類似的骨質瘤。艾伯塔龍、蛇髮女怪龍、懼龍的眼睛前方，淚骨之上，具有明顯的眉角。特暴龍與暴龍也具有類似的隆起，但位置在眼睛後方，由眶後骨構成這些頭部裝飾物可能有展示物的功能，可能用來辨認物種或求偶。

## 外部連結

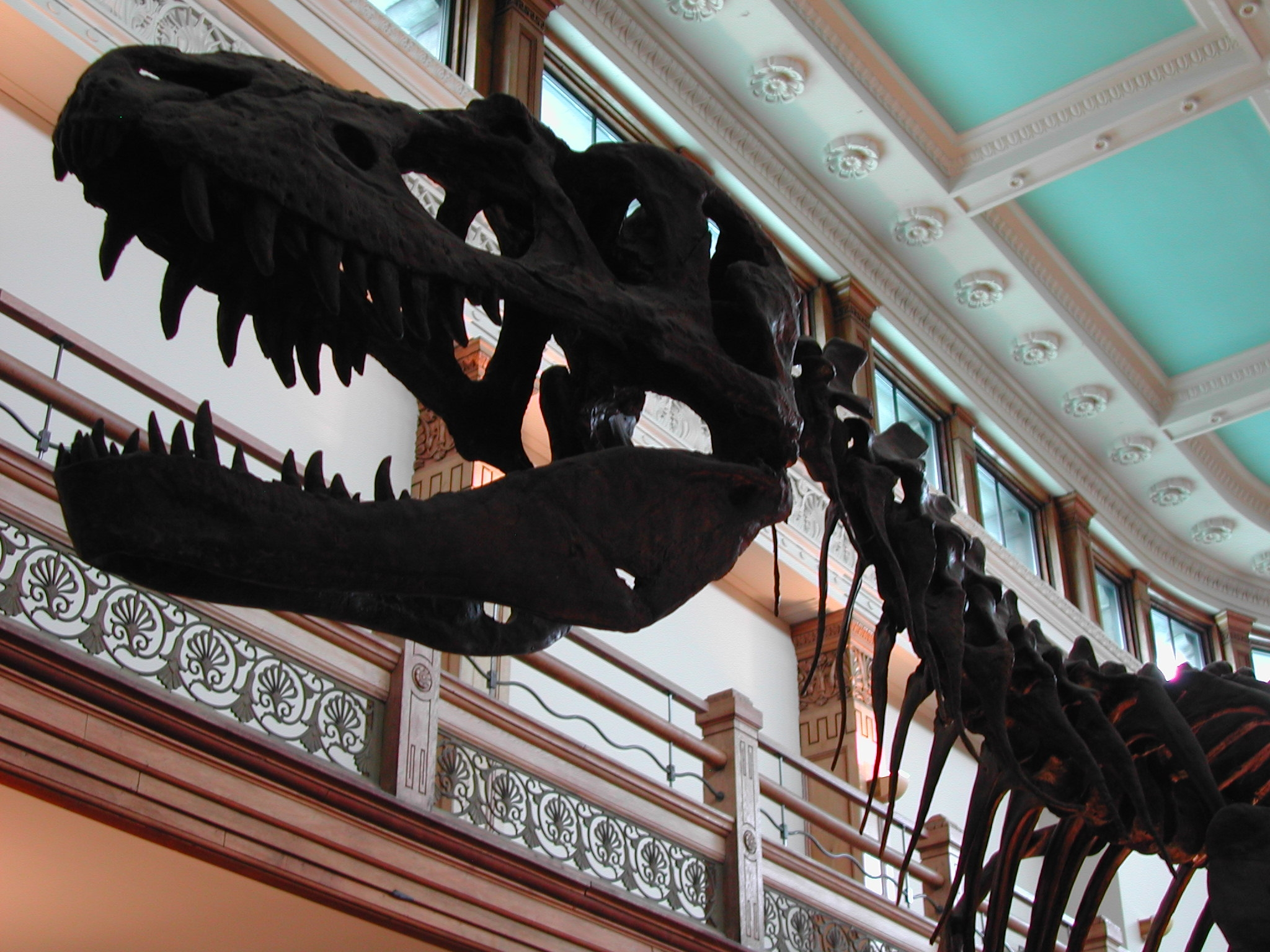
蛇髮女怪龍的骨架模型

- Tyrannosauridae specimen list and discussion at The Theropod Database